# Sebastián Báez
Sebastián Báez (ur. 28 grudnia 2000 w Buenos Aires) – argentyński tenisista, finalista juniorskiego French Open 2018 w grze pojedynczej, reprezentant kraju w Pucharze Davisa, olimpijczyk z Paryża (2024).

## Kariera tenisowa
W 2018 roku dotarł do finału juniorskiego French Open w grze pojedynczej, w którym przegrał z Tseng Chun-hsinem 6:7(5), 2:6.
W tym samym roku podczas igrzysk olimpijskich młodzieży, startując w parze z Facundo Díazem Acostą, wywalczył złoty medal w grze podwójnej. W finale argentyński debel pokonał bułgarsko-australijską parę Adrian Andreew–Rinky Hijikata 6:4, 6:4.
W cyklu ATP Tour Argentyńczyk jest mistrzem siedmiu turniejów w grze pojedynczej z jedenastu rozegranych finałów.
Od marca 2022 roku reprezentant Argentyny w Pucharze Davisa.
Olimpijczyk z Paryża (2024), gdzie awansował do trzeciej rundy singla.
W rankingu gry pojedynczej najwyżej był na 18. miejscu (24 czerwca 2024), a w klasyfikacji gry podwójnej na 189. pozycji (29 lipca 2024).

### Finały w turniejach ATP Tour
| Legenda                                      |
| -------------------------------------------- |
| Wielki Szlem                                 |
| Igrzyska olimpijskie                         |
| Tennis Masters Cup / ATP Finals              |
| ATP Masters Series / ATP Tour Masters 1000   |
| ATP International Series Gold / ATP Tour 500 |
| ATP International Series / ATP Tour 250      |

#### Gra pojedyncza (7–4)
| Końcowy wynik | Nr | Data             | Turniej        | Nawierzchnia | Przeciwnik          | Wynik finału  |
| ------------- | -- | ---------------- | -------------- | ------------ | ------------------- | ------------- |
| Finalista     | 1. | 27 lutego 2022   | Santiago       | Ceglana      | Pedro Martínez      | 6:4, 4:6, 4:6 |
| Zwycięzca     | 1. | 1 maja 2022      | Estoril        | Ceglana      | Frances Tiafoe      | 6:3, 6:2      |
| Finalista     | 2. | 17 lipca 2022    | Båstad         | Ceglana      | Francisco Cerúndolo | 6:7(4), 2:6   |
| Zwycięzca     | 2. | 12 lutego 2023   | Córdoba        | Ceglana      | Federico Coria      | 6:1, 3:6, 6:3 |
| Zwycięzca     | 3. | 5 sierpnia 2023  | Kitzbühel      | Ceglana      | Dominic Thiem       | 6:3, 6:1      |
| Zwycięzca     | 4. | 26 sierpnia 2023 | Winston-Salem  | Twarda       | Jiří Lehečka        | 6:4, 6:3      |
| Zwycięzca     | 5. | 25 lutego 2024   | Rio de Janeiro | Ceglana      | Mariano Navone      | 6:2, 6:1      |
| Zwycięzca     | 6. | 3 marca 2024     | Santiago       | Ceglana      | Alejandro Tabilo    | 3:6, 6:0, 6:4 |
| Zwycięzca     | 7. | 23 lutego 2025   | Rio de Janeiro | Ceglana      | Alexandre Müller    | 6:2, 6:3      |
| Finalista     | 3. | 2 marca 2025     | Santiago       | Ceglana      | Laslo Đere          | 4:6, 6:3, 5:7 |
| Finalista     | 4. | 6 kwietnia 2025  | Bukareszt      | Ceglana      | Flavio Cobolli      | 4:6, 4:6      |

### Finały juniorskich turniejów wielkoszlemowych

#### Gra pojedyncza (0–1)
| Końcowy wynik | Nr | Data           | Turniej            | Nawierzchnia | Przeciwnik      | Wynik finału |
| ------------- | -- | -------------- | ------------------ | ------------ | --------------- | ------------ |
| Finalista     | 1. | 9 czerwca 2018 | French Open, Paryż | Ceglana      | Tseng Chun-hsin | 6:7(5), 2:6  |